# Alethe
Az Alethe a madarak osztályának verébalakúak (Passeriformes) rendjébe és a légykapófélék (Muscicapidae) családjába tartozó nem. Besorolása vitatott, egyes szervezetek a rigófélék (Turdidae) családjába sorolják.

## Rendszerezésük
A nemet John Cassin írta le 1859-ben, az alábbi 2 faj tartozik ide:
- tüzesfejű avarrigó (Alethe castanea)
- fehérfarkú avarrigó (Alethe diademata)